# Gare de Chaineux
La gare de Chaineux est une ancienne gare ferroviaire belge de la ligne 38A, de Battice à Verviers-Ouest située près de Chaineux, section de la commune de Herve de la province de Liège, en Région wallonne.

## Situation ferroviaire
La gare de Chaineux était établie au point kilométrique (PK) 2,1 de la ligne 38A, de Battice à Verviers-Ouest, entre les gares de Battice et de Dison.

## Histoire
La gare de Chaineux entre en service le 5 août 1879 lorsque la Compagnie des chemins de fer des Plateaux de Herve livre à l'exploitation la ligne de Battice à Verviers. Dison et Chaineux sont alors les deux seuls arrêts de la ligne.
Lors de l'entrée en guerre de la Belgique, le trafic est suspendu et le petit tunnel de la Croix Polinard est dynamité. Il ne sera pas reconstruit et, au lendemain de la guerre, seul le bas de la ligne rouvre pour la desserte d'une usine à Dison. Fermée complètement en 1961, elle est en grande partie remblayée afin de construire l'autoroute A27-E42. Le site de la gare de Chaineux, dont le bâtiment était encore présent, et les maisons les plus proches disparaissent finalement en 1966.

## Patrimoine ferroviaire
Le bâtiment des recettes, dont rien ne subsiste, était du même type que plusieurs gares de la ligne 38 construites au début des années 1870. Les gares de Thimister et Micheroux ont échappé à la démolition.
Apparentées au plan type 1873, elles s'en distinguent par la présence d'une extension (de deux travées) du corps central à étage du côté opposé à l'aile basse. Les photographies d'époque confirment la présence d'un porche d'entrée côté rue au niveau de la travée médiane de l'aile basse. Une grande halle à marchandises était implantée à proximité. En 1898 des annexes avaient été bâties pour le chef de station et les tuiles de la toiture remplacés par des tasseaux de zinc.